# Nulfunkcija
Nulfunkcija ili nul-funkcija je funkcija kojoj se svaka vrijednost argumenta preslikava u nulu. Drugim riječima, vrijedi {\displaystyle f(x)=0} za svaki {\displaystyle x} iz domene funkcije {\displaystyle f}.
Graf ove funkcije na skupu realnih brojeva je pravac {\displaystyle y=0}, tj. apscisna os u Kartezijevom koordinatnom sustavu.

## Zanimljivosti
Zanimljivo je da je diferencijalna jednadžba na skupu realnih brojeva {\displaystyle f'(x)=f(x)} zadovoljena samo za dvije funkcije. Jedno rješenje je nadaleko poznato i upamćeno, a to je funkcija 
{\displaystyle f(x)=e^{x}}. Drugo, trivijalno rješenje, je upravo nulfunkcija {\displaystyle f(x)=0}.